# Cirilo Antonio Rivarola
Cirilo Antonio Rivarola Acosta (Barrero Grande, 1836 – Asunción, 31 dicembre 1878) è stato un avvocato e politico paraguaiano. Fu presidente del Paraguay dal 15 agosto 1869 al 31 agosto 1870 e dal 1º settembre 1870 al 18 dicembre 1871.

## La guerra della Triplice Alleanza e il Governo Nazionale Provvisorio
Rivarola studiò giurisprudenza ad Asunción, poi nel 1868 ottenne dal maresciallo Francisco Solano López il permesso di arruolarsi come volontario nell'esercito paraguaiano per combattere nella guerra della Triplice Alleanza (1864-1870). Catturato dai brasiliani, rientrò ad Asunción con le truppe alleate, ed il 15 agosto 1869 costituì, assieme a Carlos Loizaga e José Díaz de Bedoya, il Governo Nazionale Provvisorio che, presieduto da Rivarola, amministrava il Paraguay occupato dagli alleati dopo aver dichiarato decaduto il presidente López.

## La Convenzione Costituente
Il 13 luglio 1870 si svolsero le elezioni per la Convenzione Nazionale Costituente, composta da 50 persone, che avrebbe dovuto redigere una nuova Costituzione per il Paraguay. Il 31 agosto la Convenzione elesse presidente provvisorio Facundo Machaín, deposto dopo appena ventiquattro ore dalle truppe di occupazione alleate, comandate dal generale José Auto da Silva Guimarães, barone di Jaguarão, e sostituito con Rivarola.
La Convenzione approvò infine una costituzione di tipo presidenziale con un parlamento (il Congresso Nazionale) bicamerale, sul modello degli Stati Uniti d'America e dell'Argentina, e liberale in materia di diritti dei cittadini.

## Il mandato costituzionale
Rivarola fu eletto regolarmente presidente del Paraguay il 25 novembre 1870, ma non completò il suo mandato. Per finanziare la ricostruzione postbellica, contrasse col Regno Unito un prestito di 1 milione di sterline (delle quali giunsero solo 413 000), cancellato definitivamente solo nel 1961.
Quando la Camera dei deputati chiese che il ministro delle Finanze Juan Bautista Gill fosse processato per malversazione dal Senato (che decideva in materia di destituzioni e incompatibilità politiche), Rivarola decise di difendere Gill. Rivarola sciolse quindi il Congresso Nazionale e indisse nuove elezioni (15 ottobre 1871), sperando di poter ottenere una maggioranza a lui favorevole, ma scatenando un tentativo rivoluzionario a Tacural, represso violentemente. Gill assunse la presidenza del nuovo Senato, ma dovette infine dimettersi per contrasti col ministro dell'Interno, e Rivarola diede le dimissioni poco dopo (18 dicembre 1871). Gli succedette il vicepresidente Salvador Jovellanos.

## Gli ultimi anni
Dopo le dimissioni, Rivarola non si ritirò dalla vita politica. Nel 1877 organizzò assieme a Silvano Godoy e Molas la rivoluzione culminata con l'uccisione del presidente Gill. Il 31 dicembre 1878, dopo essersi incontrato con il presidente Cándido Bareiro, fu raggiunto da alcuni sicari e ucciso a pugnalate.